# Obsession (série télévisée)
Pour les articles homonymes, voir Obsession (homonymie).
Obsession est une mini-série télévisée à suspense britannique coécrite par Morgan Lloyd Malcolm (en) et Benji Walters, adaptée du roman Damage (en) (1991) de Josephine Hart (en). Avec Charlie Murphy, Richard Armitage, Indira Varma et Sonera Angel dans les rôles principaux, la série est sortie sur Netflix le 13 avril 2023.

## Synopsis
William, un chirurgien, entame une liaison avec Anna, la fiancée de son fils Jay. William devient bientôt obsédé par Anna, ce qui menace sa carrière et jusqu'à sa vie.

## Distribution
- Charlie Murphy (VF : Audrey Sourdive) : Anna Barton
- Richard Armitage : William Farrow
- Indira Varma (VF : Bénédicte Charton) : Ingrid Farrow
- Rish Shah (VF : Adrien Larmande) : Jay Farrow
- Pippa Bennett-Warner (en) (VF : Alice Taurand) : Peggy Graham
- Sonera Angel (VF : Alice Orsat) : Sally Farrow
- Anil Goutam (VF : Yves Buchin) : Edward
- Kerim Hassan (VF : Loïc Hourcastagnou) : Johno
- Marion Bailey : Elizabeth Barton
- Celine Arden
- Isla Jackson-Ritchie
- Francesca Knight
- Gregg Barnett
- Victor Pontecorvo
- Letty Thomas

 Source et légende : version française (VF) sur RS Doublage

## Épisodes
La saison a été mise en ligne le 13 avril 2023 sur Netflix.
1. Épisode 1
2. Épisode 2
3. Épisode 3
4. Épisode 4

## Production
La série est produite par Gaumont et Moonage Productions. Gina Carter est productrice et les producteurs exécutifs sont Matthew Read et Frith Triplady pour Moonage, ainsi qu'Alison Jackson pour Gaumont. Richard Armitage, Indira Varma, Charlie Murphy et Rish Shah ont été choisis au printemps 2022, alors que la production avait pour titre provisoire Damage.
La série a été coécrite par Morgan Lloyd Malcolm (en) et Benji Walters, elle est basée sur le livre Damage (en) de Josephine Hart (en). Le roman avait déjà été adapté dans le film Fatale réalisé en 1992 par Louis Malle, avec Juliette Binoche, Miranda Richardson et Jeremy Irons. La performance de Richardson lui a valu le prix BAFTA de la meilleure actrice dans un second rôle.
Glenn Leyburn et Lisa Barros D'Sa (en) sont les réalisateurs de la série. Les lieux de tournage comprenaient un décor aux Twickenham Film Studios.
La série en quatre épisodes a été décrite comme un « thriller érotique ». En discutant des scènes de sexe qui y figurent, Lloyd Malcolm a déclaré au Guardian que « le livre est si particulier sur le type de relations sexuelles qu'ils ont et la façon dont ils les pratiquent et dont cela alimente leur liaison. » Elle a ajouté que « cela doit être une version assez soft de l'excentricité, parce que c'est de la télévision grand public », mais il « était vraiment important pour [elle] de ne pas dire quelque chose comme : “Le sexe BDSM est du mauvais sexe”. »

## Diffusion
La série est diffusée sur Netflix le jeudi 13 avril 2023 .

## Réception critique
La série a reçu des critiques négatives de la part des critiques de télévision et du public,.